# KBS 플러스
KBS+(KBS 플러스)는 KBS의 인터넷 스트리밍 모바일 앱이다. KBS TV, 라디오 채널과 다시보기/듣기 서비스를 무료로 제공한다. 2011년 9월 9일, (구)KBS my K라는 이름으로 신규 출시되었으며, 2023년 9월 3일에 현재의 이름으로 바뀌었다.

## 채널 목록

### TV
- KBS 1TV, KBS 2TV, 지역 KBS1(부산, 창원, 울산, 대구, 광주, 전주, 대전, 청주, 춘천, 제주), KBS NEWS D, KBS WORLD (KBS1, KBS2는 HD, SD 화질 제공)

### 라디오
- 1Radio, HappyFM, 3Radio, ClassicFM, CoolFM, 한민족방송, KBS WORLD 라디오(영어, 다국어)

### KBS N
- KBS drama, KBS joy, KBS 스토리, KBS 키즈, KBS 라이프

## 다시보기
기본적으로 KBS에서 방송하는 프로그램의 다시보기(VOD)는 my K 앱에서 시청이 가능하다.
- 드라마/예능: 3주 후 ~ 1년 무료 시청 가능
- 시사교양/구작: 무료 시청 가능

## 연혁
- 2011년 9월 9일 ~ 2012년 3월 31일 : (구) 플레이어 K 서비스 런칭(TV 3채널, 라디오 7채널)
- 2012년 4월 1일 ~ 2013년 7월 31일 : 다시보기 및 실시간 채널 확대(KBS월드 TV를 14개 채널)
- 2013년 8월 1일 ~ 2015년 2월 28일 : KBS1, KBS2 TV 실시간 자막 서비스
- 2015년 3월 1일 ~ 8월 31일 : (구) 플레이어 K에서 (구) KBS my K로 이름 변경, 전체 이름은 KBS my best friend K
- 2015년 9월 1일 ~ 2018년 7월 31일 : 9개 지역총국 KBS1TV 실시간 서비스
- 2018년 8월 1일 : 화면 UI/UX 개편, AWS 클라우드로 전환
- 2023년 9월 3일 ~ 현재 : "KBS+"통합 앱설치로 애플리케이션 이름 변경 다시보기가 있다. (구) 플레이어 K (구) KBS my K